# Мозговой, Леонид Павлович
Леони́д Па́влович Мозгово́й (род. 17 апреля 1941, Тула) — советский и российский актёр театра, кино и литературной эстрады, заслуженный артист России (2002), лауреат премии «Ника» (2001), лауреат премий «Золотой овен», «Петрополь», «Медный всадник», «Листопад», мастер актёрского курса в СПбГИКиТ с 2015 года.

## Биография
Леонид Мозговой родился 17 апреля 1941 года в Туле.
В 1961—1965 годах учился в Ленинградском государственном институте театра, музыки и кинематографии (ныне — РГИСИ) на факультете драматического искусства (курс профессора Б. В. Зона). Его сокурсниками были Ольга Антонова, Лев Додин, Виктор Костецкий, Сергей Надпорожский, Наталья Тенякова, Владимир Тыкке. О своём учителе и процессе обучения Л. Мозговой подробно вспоминает в книге «Школа Бориса Зона. Уроки актёрского мастерства и режиссуры» (СПб., 2011.).
С 1965 по 1970 год работал в Ленинградском театре музыкальной комедии. В 1967 году стал Лауреатом ленинградского конкурса артистов-чтецов. Хорошо известен как актёр литературной эстрады, много лет успешно работает в «Ленконцерте» (ныне — «Петербург-концерт»). Популярен его моноспектакль «Смешной» по Ф. М. Достоевскому в Санкт-Петербургском классическом театре.
Дебютной работой в кино стала роль А. П. Чехова в фильме «Камень» Александра Сокурова. Стал излюбленным актёром режиссёра, снявшись в главных ролях в его картинах «Молох» (Гитлер) и «Телец» (Ленин).

## Признание и награды
- 1999 — Национальная премия кинокритики и кинопрессы «Золотой Овен» в номинации «Лучшая мужская роль» за роль Адольфа Гитлера в фильме Александра Сокурова «Молох»[6].
- 2001 — Национальная премия кинокритики и кинопрессы «Золотой Овен» в номинации «Лучшая мужская роль» за роль В. И. Ленина в фильме Александра Сокурова «Телец»[6].
- 2001 — Национальная кинематографическая премия «Ника» в номинации «Лучшая мужская роль» за роль В. И. Ленина в фильме Александра Сокурова «Телец»[7].
- 2002 — за большие заслуги в области искусства присвоено почётное звание «Заслуженный артист Российской Федерации»[8].
- 2011 — Почётный диплом Законодательного Собрания Санкт-Петербурга за выдающийся вклад в развитие культуры и искусства в Санкт-Петербурге, а также в связи с 70-летием со дня рождения[9]

## Творчество

### Роли в театре

#### «Петербург-Концерт»
- 1986 — «Записки на манжетах» моноспектакль по повести Михаила Булгакова
- 1987 — «Судьба Александра Галича» моноспектакль по произведениям Александра Галича, музыка к спектаклю — Арсений Жаков
- 1989 — «Лолита» моноспектакль по роману Владимира Набокова
- 1992 — «Три сестры» по пьесе А. П. Чехова
- 1992 — «Чёрный монах» моноспектакль по повести А. П. Чехова
- 1995 — «Сороковые — роковые» моноспектакль (поэзия военных лет)
- 2001 — «Я — Гамлет» моноспектакль по произведениям Александра Блока

#### Санкт-Петербургский «Классический театр»
- 1995 — «Смешной» (режиссёр Людмила Мартынова) фантазия на тему рассказа Ф. М. Достоевского «Сон смешного человека» — Смешной
- 2004 — «Монолог об Окуджаве» (автор сценария и режиссёр Галина Губанова) моноспектакль по произведениям Булата Окуджавы

#### Продюсерский центр «НикАрт»
- 2007 — «Соблазнительная мысль о скорой мимолётной связи» (режиссёр В. Воробьёв) по рассказу А. П. Чехова «Дама с собачкой» — Дмитрий Дмитриевич Гуров

### Фильмография
- 1992 — Камень — Чехов
- 1999 — Молох — Гитлер
- 2000 — Текст, или Апология комментария
- 2001 — Телец — Ленин
- 2001 — Memorabilia. Собрания памятных вещей
- 2003 — Русский ковчег — Шпик
- 2004 — Сокуров
- 2005 — Garpastum — Карл Францович
- 2006 — Русские деньги — Вукол Наумович Чугунов
- 2006 — Гадкие лебеди — Айзек Големба
- 2006 — Бесы — Степан Верховенский
- 2007 — Ночные посетители — профессор Муслин
- 2007 — Луна в зените — Фёдор Орёл
- 2007 — Дюймовочка — Крот
- 2007 — Ветка сирени — посол
- 2007 — Граница 1918 — Генч
- 2009 — Исаев — Яков Шелехес
- 2009 — Читаем «Блокадную книгу» — читает текст
- 2009 — Иван Грозный — Глинский
- 2010 — Гоголь. Ближайший — Доктор Тарасенков
- 2011 — Дорогой мой человек — Доктор
- 2011 — Распутин — священник Макарий
- 2012 — Мор зверей — Медведь
- 2013 — Роль — Ухов
- 2016 — Чистое искусство — Григорий Александрович Христофоров, доктор искусствоведческих наук
- 2017 — Последняя любовь — Мелодекламатор